# ラ・ヴァンツェノー
ラ・ヴァンツェノー （La Wantzenau、アルザス語:La Wonzenöü）は、フランス、アルザス地域圏、バ＝ラン県のコミューン。

## 地理
ストラスブールの北12kmに位置する。典型的なリート（洪水ともなれば浸水する草原、森林を総称する名称）の中にあり、イル川やライン川沿いを乗馬や自転車で散策ができる。ストラスブール＝ローターブール間の鉄道路線と、ユーロヴェロ15号線がまちを通っている。

## 由来
その名称はpré Wanzoとdie Auからなる。die Auとは「もしかしたら湿地（または牧草地）」と意味する。接尾辞はライン川両岸で一般的で、平野を意味する。地名はフランス語化され、単純な翻訳をされた。接尾辞は女性詞で、フランス語の女性定冠詞は後で付加されている。Wanzoとは単に土地の所有者の名である。また語中のTは後で追加されており、発音はされない（-tzはアルザス語で珍しくはない）。

## 歴史
第二次世界大戦開戦後の1939年、ドイツ国境にあまりに近いため村の住民は戦闘の危険に脅かされ、避難を命じられた。この命令はラ・ヴァンツェノーのみならず170以上のコミューンに命じられた。
最初、ラ・ヴァンツェノー住民は同じ県のマルランアイムに向かうことになった。道路が混雑し往来が困難だった。しかし状況は厳しいままであり、数日待たされたあと、ラ・ヴァンツェノー住民は家畜を輸送するための貨車に乗せられ、行き先も決まらぬまま内陸へ出発した。列車が到着したのはオート＝ヴィエンヌ県のサン＝ティリェーであった。長い旅から解放されたラ・ヴァンツェノー住民は新たな困難に直面した。当時のラ・ヴァンツェノー住民はほとんどがアルザス語しか解さなかったのである。しかし受け入れ先のサン＝ティリェー住民の寛大さとホスピタリティーで問題は解決された。約1年間、ラ・ヴァンツェノー住民はサン＝ティリェーに滞在した。以後、友好関係を永続させるため、2つのコミューンの人的交流が隔年ごとに行われている。

## 人口統計
| 1962年 | 1968年 | 1975年 | 1982年 | 1990年 | 1999年 | 2006年 | 2007年 |
| ------ | ------ | ------ | ------ | ------ | ------ | ------ | ------ |
| 3016   | 3726   | 4216   | 4084   | 4394   | 5462   | 5809   | 5859   |

参照元:EhessとINSEE

## 姉妹都市
- サン＝ティリェー＝ラ＝ペルシュ、フランス